# Gaulois (couraçado)
O Gaulois foi um couraçado pré-dreadnought operado pela Marinha Nacional Francesa e a terceira e última embarcação da Classe Charlemagne, depois do Charlemagne e Saint Louis. Sua construção começou em janeiro de 1896 no Arsenal de Brest e foi lançado ao mar em outubro do mesmo ano, sendo comissionado em janeiro de 1899. Era armado com uma bateria principal de quatro canhões de 305 milímetros montados em duas torres de artilharia duplas, tinha um deslocamento de mais de onze mil toneladas e conseguia alcançar uma velocidade máxima de dezoito nós.
O Gaulois passou sua carreira em tempos de paz atuando na Esquadra do Mediterrâneo, realizando principalmente exercícios de rotina. Depois do começo da Primeira Guerra Mundial em julho de 1914, o navio escoltou comboios de tropas vindas do Norte da África e patrulhou o Mar Mediterrâneo. No início de 1915 participou de operações em suporte à Campanha de Galípoli e no final do ano foi transferido para Salonica a fim de impedir qualquer interferência na Grécia. Foi afundado em dezembro de 1916 seguindo para Dardanelos depois de ser torpedeado por um submarino alemão.

## Design e descrição
Os navios da classe Charlemagne eram versões menores do Bouvet, embora com armamento aprimorado. Tinham 117,7 metros de comprimento total e tinha uma boca de 20,26 metros. Em carga profunda, os navios tinham calado de 7,4 metros na proa e 8,4 à popa. Eles deslocaram 11 260 toneladas normalmente e 11 415 toneladas à plena carga. Ao servir como capitânia, sua tripulação contava com 750 homens, mas contava com 32 oficiais e 660 praças, quando navios particulares. Os navios eram movidos por três motores verticais a vapor de tripla expansão, cada um acionando um eixo usando vapor gerado por vinte caldeiras Belleville. Essas caldeiras queimavam carvão com pulverizadores auxiliares de óleo e foram projetadas para produzir 10 444 kilowatts para dar à classe Charlemagne uma velocidade de dezessete nós (31 quilômetros por hora). Durante seus testes no mar, Gaulois atingiu uma velocidade máxima de dezoito nós (33 quilômetros por hora), gerando 10 459 kilowatts. Os navios transportavam carvão suficiente para lhes proporcionar um alcance de 3 776 milhas náuticas a uma velocidade de dez nós (dezenove quilômetros por hora).
Os Charlemagnes tinham uma bateria principal constituída de quatro canhões de 305 milímetros Modèle 1893 em duas torres de canhão duplo, uma à frente e outra à ré da superestrutura. Seu armamento secundário consistia em dez canhões Modèle 1893 de 138 milímetros, oito dos quais foram montados em casamatas individuais e o par restante em montagens blindadas no convés do castelo de proa a meia-nau. Eles também carregavam oito canhões Modèle 1893 de cem milímetros em montagens abertas na superestrutura. As defesas anti-torpedeiros dos navios consistiam em vinte canões QF 3-pounder Hotchkiss de 47 milímetros e dois canhões Maxim de 37 milímetros, montados em plataformas em ambos os mastros, na superestrutura, e em casamatas no casco. Os navios tinham quatro tubos de torpedo de 450 milímetros, dois em cada bordo, um submerso e outro acima da água. Como era comum nos navios da sua geração, estes eram construídos com um aríete em forma de arado.
Os navios da classe Charlemagne tinham um cinturão de linha d'água completo de blindagem aço-níquel que variava em espessura de trezentos a quatrocentos milímetros e era mais espesso no meio do navio. As placas de blindagem tinham dois metros de altura 0,5 metros dela abaixo da linha d'água e eles se estreitavam até uma espessura máxima de 150 milímetros em suas bordas inferiores. As espessuras das bordas inferiores das placas eram reduzidas gradualmente para 134 milímetros na proa e 110 na popa. As torres de armas foram protegidas por 320 milímetros de blindagem Harvey e suas barbetas tinham 270 milímetros do mesmo tipo de armadura. O convés blindado principal de aço extra-macio era de setenta milímetros espessura e havia um deck de estilhaços de quarenta milímetros abaixo dele. A torre de comando tinha 326 milímetros na fronte e 276 milímetros nos lados.

## Construção e carreira

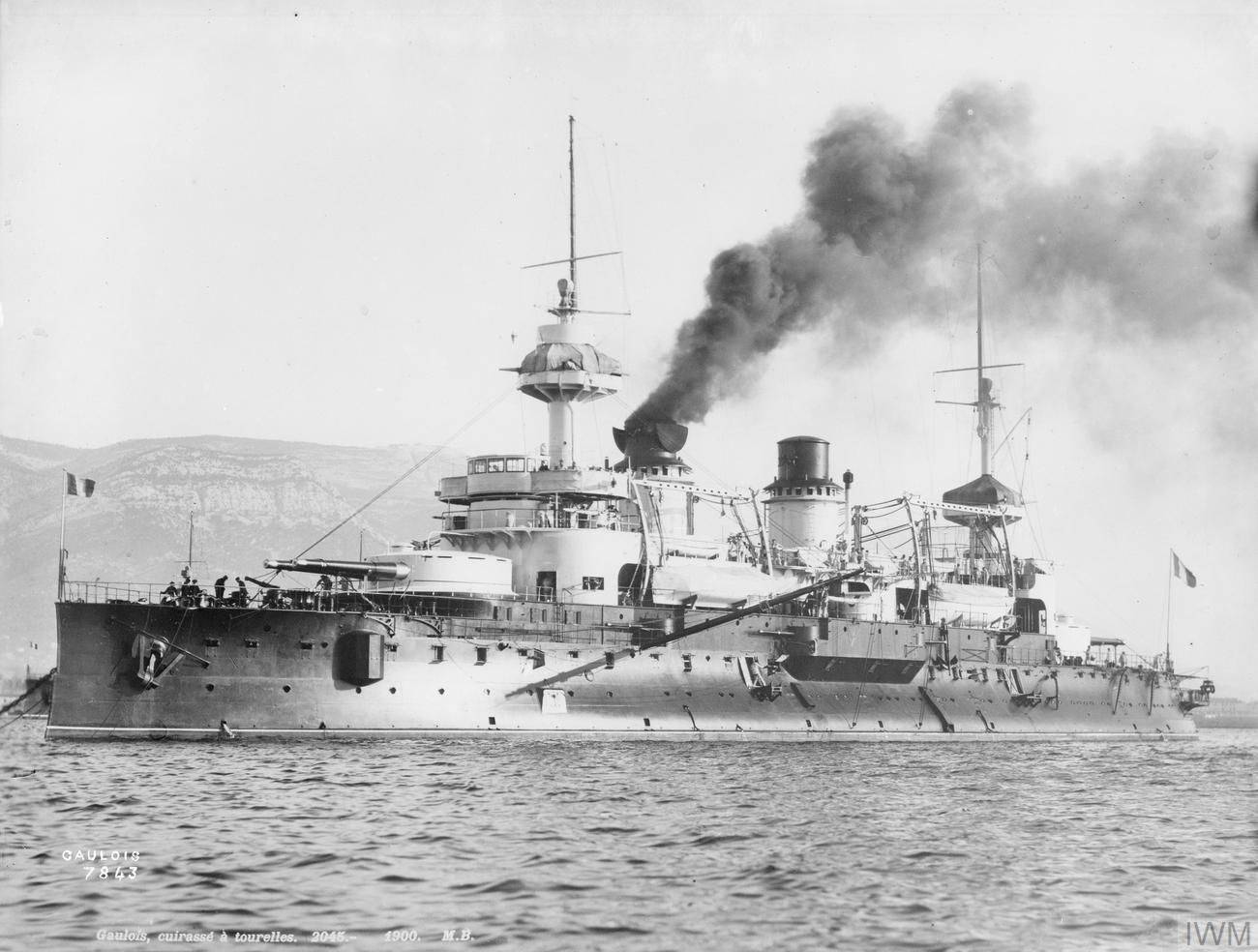
Gaulois em 1900

O Gaulois foi nomeado em homenagem às tribos que habitavam a França durante a época romana, foi encomendado em 22 de janeiro de 1895 ao Arsenal de Brest. Seu navio irmão Charlemagne estava sendo construído na rampa de lançamento destinada a Gaulois, então a construção deste último navio foi adiada até o lançamento do primeiro. O Gaulois foi batido em 6 de janeiro de 1896 e lançado em 6 de outubro do mesmo ano. Ele foi comissionado (armement définitif) em 15 de janeiro de 1899. O navio foi inicialmente designado para a Esquadra Norte (Escadre du Nord), mas foi então designado para a 1ª Divisão de Encouraçados da Esquadra do Mediterrâneo em 30 de setembro, juntamente com Charlemagne.
Os navios irmãos permaneceram em Brest até partirem para Toulon em 18 de janeiro de 1900. No mês seguinte, enquanto praticava exercícios no porto de Hyères, o Gaulois acidentalmente abalroou o contratorpedeiro Hallebarde, causando no navio um buraco de quatro por 1,5 metros no navio menor. O Hallebarde chegou a Toulon, onde foi reparado, enquanto o couraçado quase não foi danificado. Em 18 de julho, após manobras combinadas com a Esquadra Norte, o navio participou de uma revisão naval conduzida pelo Presidente da França, Émile Loubet, em Cherbourg. No ano seguinte, Gaulois e a Esquadra do Mediterrâneo participaram de uma revisão naval internacional realizada por Loubet em Toulon com navios da Espanha, Itália e Rússia.
Em outubro de 1901, a 1ª Divisão de Encouraçados, sob o comando do Contra-Almirante (contre-amiral) Leonce Caillard, recebeu ordem de seguir para o porto de Mitilene, na ilha de Lesbos, então propriedade do Império Otomano. Depois de desembarcar duas companhias de fuzileiros navais que ocupavam os principais portos da ilha no dia 7 de novembro, o sultão Abdul Hamid II concordou em fazer cumprir os contratos celebrados com empresas francesas e em reembolsar os empréstimos feitos pelos bancos franceses. A 1ª Divisão partiu de Lesbos no início de dezembro e voltou para Toulon. Em maio de 1902, o navio tornou-se a nau capitânia do Vice-Almirante (vice-amiral) François Fournier que liderou uma pequena delegação para celebrar a inauguração da estátua do Conde de Rochambeau em Lafayette Square, Washington, DC. Em 23 de maio, o presidente Theodore Roosevelt foi recebido a bordo e o navio visitou Nova York e Boston antes de retornar à França. Ele fez outra visita ao porto de Lisboa, Portugal, antes de retornar a Toulon em 14 de junho.
Durante os exercícios ao largo de Golfe-Juan em 31 de janeiro de 1903, o Gaulois acidentalmente abalroou Bouvet. Este último quase não foi danificado, mas Gaulois perdeu duas placas de armadura de seu arco; ambos os capitães foram dispensados de seus comandos. O Capitão (Capitaine de vaisseau) Pierre Le Bris assumiu o comando de Gaulois em 20 de março. Em abril de 1904, foi um dos navios que escoltou Loubet durante sua visita de estado à Itália. Mais tarde naquele ano, o navio fez visitas aos portos de Salonica e Atenas, na Grécia, com o resto da Esquadra do Mediterrâneo. Um telégrafo sem fio foi instalado a bordo do Gaulois em dezembro de 1905. Juntamente com os couraçados Iéna e Bouvet, o navio ajudou os sobreviventes da erupção do Monte Vesúvio em abril de 1906, em Nápoles, Itália. Em 16 de setembro participou de uma revisão naval internacional em Marselha, juntamente com navios britânicos, espanhóis e italianos.

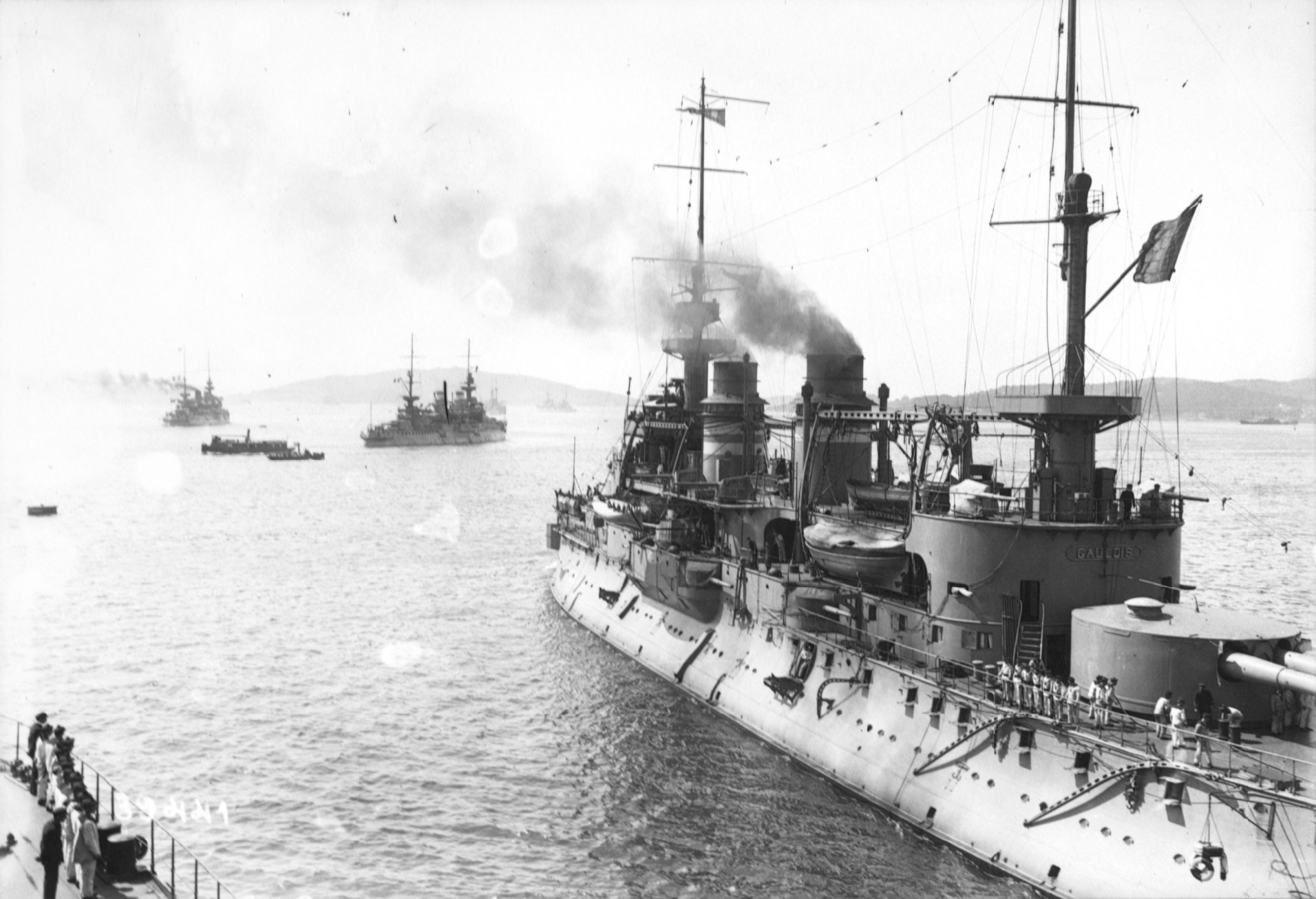
Gaulois no porto de Toulon durante as manobras anuais de 1914

Durante o resto da década, participou em exercícios com a Esquadra do Mediterrâneo e fez várias visitas a portos em França e nas suas dependências. Em janeiro de 1907, os navios foram transferidos para a 2ª Divisão de Encouraçados e depois para a 4ª Divisão de Encouraçados em julho de 1908 com suas irmãs. Em 5 de janeiro de 1909, a 4ª Divisão foi transferida para o 2º Esquadrão de Batalha (Escadre de ligne). O Gaulois afundou o navio-alvo Tempête em 18 de março, depois de ter sido alvejado por outros quatro couraçados. Em 5 de janeiro de 1910, as divisões dos esquadrões de batalha foram renumeradas e a 4ª Divisão era agora a 1ª Divisão do 2º Esquadrão de Batalha. A esquadra foi transferida para Brest, onde substituiu a antiga Esquadra do Norte em 27 de fevereiro. Pouco depois, um dos torpedos do Gaulois danificou moderadamente a proa do contratorpedeiro Fanion durante o treinamento. Em 1 de agosto de 1911, o 2º Esquadrão de Batalha foi renumerado como 3º Esquadrão de Batalha e o Gaulois participou de uma grande revisão naval pelo presidente Armand Fallières ao largo de Toulon em 4 de setembro. O navio foi transferido para a Esquadra do Mediterrâneo em 16 de outubro de 1912 e participou de uma revisão naval do presidente Raymond Poincaré em 10 de junho de 1913. O 3º Esquadrão de Batalha foi dissolvido em 11 de novembro de 1913 e o navio foi atribuído à Divisão Complementar (Division de complément) juntamente com o Bouvet e seu irmão Saint Louis. Em junho de 1914, a Marinha planejou designar o Gaulois para a Divisão de Treinamento do Esquadrão a partir de outubro, mas isso foi cancelado com a eclosão da guerra em agosto.

### Primeira Guerra Mundial

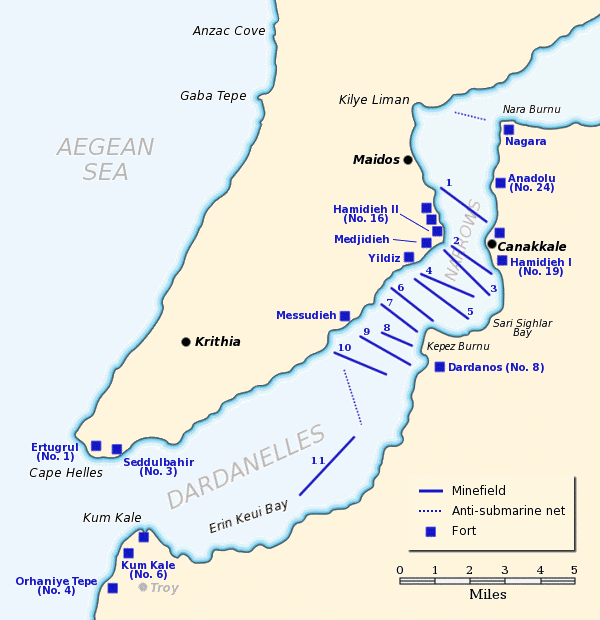
Defesas otomanas dos Dardanelos, fevereiro-março de 1915

Juntamente com os antigos pré-dreadnoughts franceses, a primeira missão do couraçado foi escoltar comboios de tropas do Norte de África até França. Mais tarde, em setembro, suas torres principais precisaram de reparos em Bizerte, na Tunísia Francesa, pois a torre dianteira estava tendo dificuldades para disparar. O Gaulois recebeu ordem de ir à ilha de Tenedos, não muito longe da península otomana de Gallipoli, em novembro, para se proteger contra uma surtida do ex-cruzador de batalha alemão Yavuz Sultan Selim, substituindo o encouraçado Suffren, que precisava de uma reforma em Toulon. O Gaulois tornou-se a nau capitânia do contra-almirante Émile Guépratte após sua chegada em 15 de novembro. Ele transferiu sua bandeira de volta para Suffren quando ele retornou em 10 de janeiro de 1915.
Em 19 de fevereiro, o Gaulois apoiou Suffren enquanto este último navio bombardeava os fortes otomanos que cobriam a foz dos Dardanelos. No final do dia, o Gaulois bombardeou o forte de Orhaniye Tepe, no lado asiático do estreito. Durante o bombardeio subsequente em 25 de fevereiro, o navio ancorou a cerca de seis mil metros da costa asiática e enfrentou os fortes em Kum Kale e no Cabo Helles. O fogo de retorno foi pesado o suficiente para forçar o Gaulois a ancorar antes que ele pudesse suprimir suas armas. No final do dia, ele ancorou a três mil metros dos fortes e os enfrentou com seu armamento secundário. Durante a ação do dia, o navio foi atingido duas vezes, mas com poucos danos.
Em 2 de março, a esquadra francesa bombardeou alvos no Golfo de Saros, na base da Península de Galípoli. Cinco dias depois, a esquadra francesa tentou suprimir os canhões otomanos que defendiam os Dardanelos enquanto os couraçados britânicos bombardeavam as fortificações. O Gaulois foi atingido por um projétil de 150 milímetros durante este ataque que causou poucos danos, pois não detonou. Guépratte e sua esquadra retornaram ao Golfo de Saros em 11 de março, onde bombardearam novamente as fortificações otomanas.

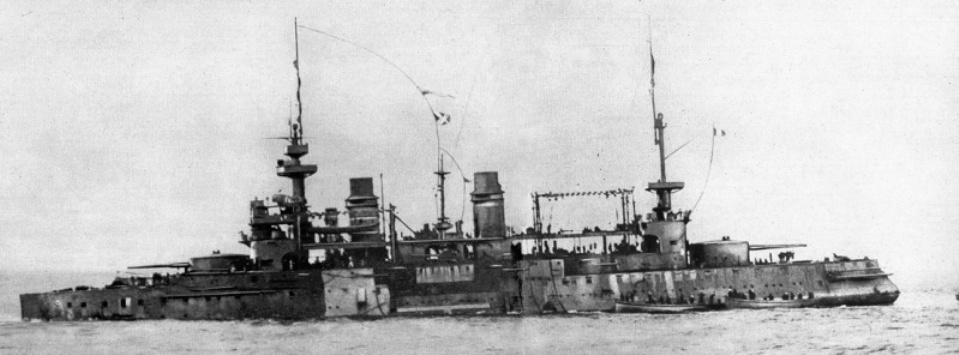
O Gaulois gravemente danificado rumo às Ilhas Coelho

Eles retornaram aos Dardanelos para ajudar no grande ataque às fortificações planejado para 18 de março. Os navios britânicos fizeram a entrada inicial no estreito, mas os navios franceses passaram por eles para enfrentar os fortes mais de perto. O Gaulois foi atingido duas vezes durante este bombardeio; o primeiro projétil atingiu o tombadilho, mas causou poucos danos além de deformar o convés. O segundo projétil atingiu logo acima da linha d'água na proa de estibordo e pareceu causar poucos danos, mas empurrou as placas de blindagem abaixo da linha d'água e abriu um buraco de sete por 22 centímetros através do qual a água inundou. Pouco poderia ser feito para estancar o afluxo e o capitão André-Casimir Biard decidiu rumar para as Ilhas dos Coelhos, ao norte de Tenedos, onde poderia encalhar seu navio para reparos temporários. Ele ordenou que os tripulantes não essenciais saíssem do navio caso ele afundasse no caminho, mas conseguiu chegar às ilhas, escoltado por Charlemagne.
O Gaulois foi reflutuado em 22 de março e partiu para Toulon via Malta três dias depois, escoltado por Suffren. Eles encontraram uma tempestade em 27 de março ao largo do Cabo Tênaro e o navio começou a encher de água quando os reparos começaram a vazar sob a pressão da tempestade. Ele pediu ajuda pelo rádio naquela noite e o cruzador blindado Jules Ferry e três destróieres chegaram várias horas depois. O navio chegou à Baía de Navarin na manhã seguinte e mais reparos foram feitos com a ajuda da tripulação do antigo encouraçado Marceau. O Gaulois chegou sem mais incidentes a Toulon em 16 de abril e entrou na doca seca no dia seguinte. A Marinha aproveitou a oportunidade para aumentar sua estabilidade, aliviando seus mastros, removendo algumas blindagens da superestrutura e da torre de comando, bem como desmontando dois canhões de cem milímetros e seis de 47 milímetros. O navio também foi equipado com protuberâncias anti-torpedo (soufflages) a meia-nau para aumentar sua boca e, portanto, sua estabilidade.
Seus reparos foram concluídos no início de junho e o Gaulois partiu para os Dardanelos em 8 de junho. Ele chegou a Lemnos em 17 de junho e substituiu o Saint Louis em 27 de julho. O navio ancorou mil metros ao largo da costa em 11 de agosto para bombardear uma bateria de artilharia otomana em Achi Baba. Estilhaços do fogo de retorno detonaram um projétil de cem milímetros e iniciaram um pequeno incêndio, mas foi apagado sem muitos problemas. Em sua viagem de volta para casa, o Gaulois encalhou na entrada do porto e teve que descarregar a maior parte de sua munição antes que pudesse ser reflutuado em 21 de agosto. Juntamente com o pré-dreadnought République, o navio cobriu a evacuação dos Aliados de Gallipoli em janeiro de 1916. Precisando urgentemente de uma reforma, ele partiu para Brest em 20 de julho, onde seu capitão argumentou que o alcance de seu armamento principal precisava ser aumentado em quatro mil metros para que fosse considerado apto para a linha de batalha. Pensou-se em desarmá-lo e convertê-lo em um navio-quartel, mas nada foi feito antes que o navio fosse enviado de volta ao Mediterrâneo Oriental em 25 de novembro.

### Destino

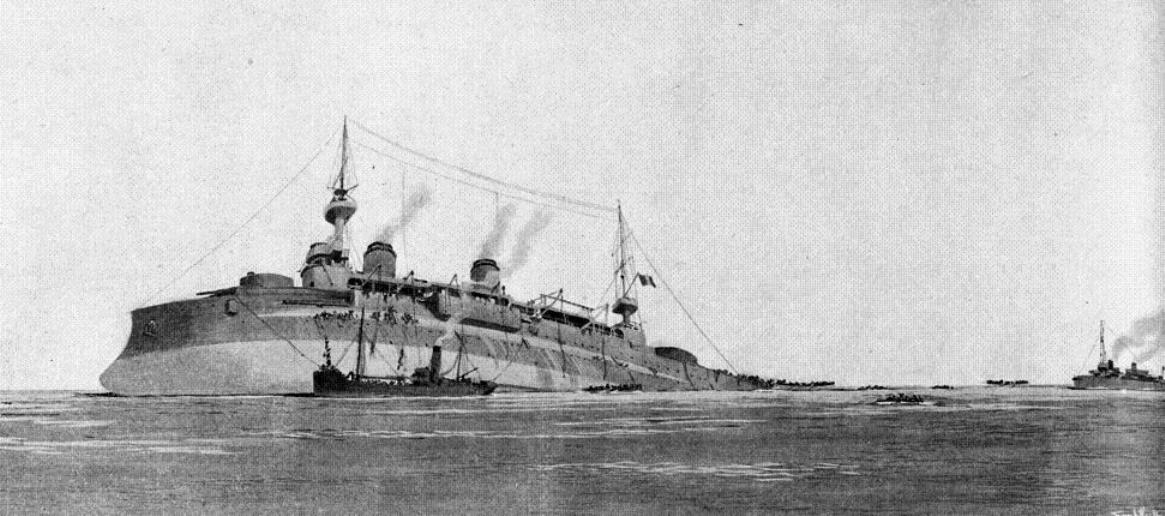
Um desenho do Gaulois afundando com os rebocadores retirando a tripulação

Em 27 de dezembro, o Gaulois alcançou o Mar de Creta e estava na costa sul da Grécia quando foi torpedeado pelo submarino alemão UB-47 às 08h03 apesar de escoltado pelo destróier Dard e dois arrastões armados. O único torpedo atingiu ligeiramente a ré do mastro principal e iniciou uma inundação incontrolável abaixo da linha de água. Matou dois tripulantes e outro par se afogou enquanto tentavam abandonar o navio; o resto da tripulação foi resgatado com sucesso. O navio virou às 09h03 e afundou oito minutos depois ao largo do Cabo Maleas em 36° 15′ N, 23° 42′ L a cerca de 480-500 metros de profundidade.